# Canton de Vaucouleurs
Le canton de Vaucouleurs est une circonscription électorale française située dans le département de la Meuse et la région Grand Est.
Le canton est créé en 1790 sous la Révolution française. À la suite du redécoupage cantonal de 2014, les limites territoriales du canton sont remaniées. Le nombre de communes du canton passe de 20 à 47.

## Géographie
Ce canton est organisé autour du bureau centralisateur de Vaucouleurs et fait partie à la fois de l'arrondissement de Commercy (pour 43 communes) et de l'arrondissement de Bar-le-Duc (pour 4 communes). Son altitude varie de 212 m (Nançois-sur-Ornain) à 421 m (Rigny-Saint-Martin) pour une altitude moyenne de 321 m. Sa superficie est de 605,91 km2.

## Histoire
Le canton de Vaucouleurs fait partie du district de Gondrecourt & Vaucouleurs, créée par le décret du 30 janvier 1790 et qui sera simplifié en district de Gondrecourt.
Après la suppression des districts en 1795, le canton intègre l'arrondissement de Commercy lors de la création de celui-ci le 27 vendémiaire an X (19 octobre 1801),.
À la suite du redécoupage cantonal de 2014, les limites territoriales du canton sont remaniées, et s'affranchissent des limites d'arrondissements avec 43 communes incluses dans l'arrondissement de Commercy et 4 dans celui de Bar-le-Duc. Le nombre de communes du canton passe de 20 à 47, avec l'ajout :
- des 18 communes de l'ancien canton de Void-Vacon : Bovée-sur-Barboure, Boviolles, Broussey-en-Blois, Laneuville-au-Rupt, Marson-sur-Barboure, Méligny-le-Grand, Méligny-le-Petit, Ménil-la-Horgne, Naives-en-Blois, Ourches-sur-Meuse, Pagny-sur-Meuse, Reffroy, Saulvaux, Sauvoy, Sorcy-Saint-Martin, Troussey, Villeroy-sur-Méholle et Void-Vacon ;
- de 5 des 14 communes du canton de Commercy : Cousances-lès-Triconville, Dagonville, Erneville-aux-Bois, Nançois-le-Grand et Saint-Aubin-sur-Aire ;
- de 4 communes du canton de Ligny-en-Barrois : Loisey-Culey, Nançois-sur-Ornain, Salmagne et Willeroncourt.

## Représentation

### Conseillers d'arrondissement (de 1833 à 1940)
| Période                                  | Période          | Identité                                | Étiquette | Qualité |
| ---------------------------------------- | ---------------- | --------------------------------------- | --------- | --- |
| 1833                                     | 1836             | Charles Sébastien Léon Moreau-Saincère  |           | Ancien inspecteur des contributions directes, Vaucouleurs                                                   |
| 1836                                     | 1842             | Pierre Adolphe Muel-Humblot (1804-1862) |           | Maitre de forges à Thusey-Vaucouleurs                                                                       |
| 1842                                     | 1848             | Jean Moreau (1801-1879)                 |           | Juge au Tribunal de Saint-Mihiel, propriétaire à Commercy                                                   |
| 1848                                     | 1852             | Charles Larzillière                     |           | Juge de paix à Vaucouleurs                                                                                  |
| 1852                                     | 1867             | Pierre Dominique Arnould                |           | Juge de paix à Vaucouleurs                                                                                  |
| 1867                                     | 1871             | M. Rénel                                |           | Juge de paix à Ligny-en-Barrois                                                                             |
| 1871                                     | 1885 (démission) | Jules Alfred Hagen (1832-1889)          |           | Docteur en médecine à Maxey-sur-Vaise, Président du Conseil d'arrondissement                                |
| 1883                                     | 1905 (démission) | Joseph Oscar Quilly                     | Rg        | Cultivateur, maire de Taillancourt                                                                          |
| janv.1906                                | 1907             | Joseph-Théophile Zeer (1867-1926)       |           | Vétérinaire, maire de Sauvigny                                                                              |
| 1907                                     | 1910 (décès)     | Auguste Viard (1844-1910)               |           | Agriculteur, maire de Maxey-sur-Vaise                                                                       |
| 1910                                     | 1919             | Joseph-Théophile Zeer                   |           | Vétérinaire, maire de Sauvigny                                                                              |
| 1919                                     | 1940             | Henry Philippe (1874-1955)              |           | Représentant de banque, maire de Vaucouleurs (1919-1945)                                                    |
| 1940                                     |                  |                                         |           | Les conseils d'arrondissement ont été suspendus par la loi du 12 octobre 1940 et n'ont jamais été réactivés |
| Les données manquantes sont à compléter. |                  |                                         |           | |

### Conseillers généraux de 1833 à 2015
| Période                                  | Période      | Identité                           | Étiquette               | Qualité |
| ---------------------------------------- | ------------ | ---------------------------------- | ----------------------- | --- |
| Les données manquantes sont à compléter. |              |                                    |                         | |
| 1833                                     | 1848         | Joseph Joachim Bonvié              |                         | Propriétaire Maire de Vaucouleurs |
| 1848                                     | 1880         | Alfred Amédée Bonvié               | Droite                  | Propriétaire à Vaucouleurs |
| 1880                                     | 1885         | François Honoré Bigeon (1826-1894) | Républicain             | Rentier, juge de paix Maire de Vaucouleurs (1878-1881) |
| 1885                                     | 1905 (décès) | Louis Jacques Curel                | Républicain             | Rentier Maire de Saint-Germain-sur-Meuse |
| 1905                                     | 1927 (décès) | Joseph Oscar Quilly                | RG                      | Cultivateur Maire de Taillancourt, conseiller d'arrondissement |
| 1927                                     | 1934         | Charles Henri Édouard Quilly       | RG                      | Agriculteur à Taillancourt |
| 1934                                     | 1940         | Jean Victor Berthelot              |                         | Industriel, conseiller municipal puis adjoint au maire de Vaucouleurs Membre de la Commission administrative départementale (1941-1943) Nommé conseiller départemental en 1943 |
|                                          |              |                                    |                         | |
| 1945                                     | 1967         | Louis Lemaître                     | SFIO puis UDSR puis RGR | Président-Fondateur de la Société de Construction « Les Castors Valcolorois » à Vaucouleurs                                                                                    |
| 1967                                     | 1979         | Jean Floriot                       | UDR puis RPR            | Médecin |
| 1979                                     | 1985         | Pierre Vincent (1922-2006)         | UDF                     | Maire de Vaucouleurs |
| 1985                                     | 2015         | Gérard Lahure                      | DVD                     | Notaire à Vaucouleurs |

### Conseillers départementaux à partir de 2015
| Période élective | Période élective | Mandat | Mandat   | Identité          | Nuance | Nuance | Qualité |
| ---------------- | ---------------- | ------ | -------- | ----------------- | ------ | ------ | --- |
| 2015             | 2021             | 2015   | 2021     | Catherine Bertaux |        | DVD    | Pré-retraitée, Saulvaux - Remplaçante du Sénateur UDI-MR Franck Menonville                                                                                                |
| 2015             | 2021             | 2015   | 2021     | André Jannot      |        | DVD    | Colonel de gendarmerie retraité Ancien conseiller général du canton de Void-Vacon (2001-2015) 3ème Vice-président - Attractivité, numérique, tourisme, agriculture, forêt |
| 2021             | 2028             | 2021   | Mai 2024 | Francis Favé      |        | DVC    | Chef d'entreprise, maire de Vaucouleurs Décédé en fonction |
| 2021             | 2028             | 2021   | en cours | Sylvie Rochon     |        | DVC    | Secrétaire comptable, maire de Void-Vacon |
| 2021             | 2028             | 2024   | en cours | Gérald Leroux     |        | DVC    | Agriculteur à Saulvaux |

### Résultats détaillés

#### Élections de mars 2015
Lors des élections départementales de 2015, le binôme composé de Catherine Bertaux et André Jannot (DVD) est élu au premier tour avec 65,50% des suffrages exprimés, devant le binôme composé de Ghislaine Di Risio et Jean-Pierre Lamotte (FN) (34,50%). Le taux de participation est de 56,83 % (5 360 votants sur 9 431 inscrits) contre 53,07 % au niveau départemental et 50,17 % au niveau national.

#### Élections de juin 2021
Le premier tour des élections départementales de 2021 est marqué par un très faible taux de participation (33,26 % au niveau national). Dans le canton de Vaucouleurs, ce taux de participation est de 38,37 % (3 629 votants sur 9 458 inscrits) contre 34,51 % au niveau départemental. À l'issue de ce premier tour, deux binômes sont en ballottage : Francis Favé et Sylvie Rochon (DVC, 34,01 %) et Brigitte Gaudineau et Christian Muller (RN, 25,46 %).
Le second tour des élections est marqué une nouvelle fois par une abstention massive équivalente au premier tour. Les taux de participation sont de 34,36 % au niveau national, 35,74 % dans le département et 36,92 % dans le canton de Vaucouleurs. Francis Favé et Sylvie Rochon (DVC) sont élus avec 62,05 % des suffrages exprimés (1 951 voix pour 3 491 votants et 9 455 inscrits),,.

## Composition

### Composition avant 2015

Situation du canton de Vaucouleurs dans l'arrondissement de Commercy avant 2015.

Le canton de Vaucouleurs regroupait 20 communes sur une superficie de 212,43 km2.
| Nom                      | Code Insee | Codepostal | Superficie (km2) | Population (dernière pop. légale) | Densité (hab./km2) |
| ------------------------ | ---------- | ---------- | ---------------- | --------------------------------- | ------------------ |
| Vaucouleurs (chef-lieu)  | 55533      | 55140      | 39,35            | 2 034 (2012)                      | 52                 |
| Brixey-aux-Chanoines     | 55080      | 55140      | 7,62             | 81 (2012)                         | 11                 |
| Burey-en-Vaux            | 55088      | 55140      | 6,47             | 145 (2012)                        | 22                 |
| Burey-la-Côte            | 55089      | 55140      | 4,29             | 84 (2012)                         | 20                 |
| Chalaines                | 55097      | 55140      | 8,10             | 326 (2012)                        | 40                 |
| Champougny               | 55100      | 55140      | 5,91             | 112 (2012)                        | 19                 |
| Épiez-sur-Meuse          | 55173      | 55140      | 8,19             | 33 (2012)                         | 4                  |
| Goussaincourt            | 55217      | 55140      | 10,33            | 118 (2012)                        | 11                 |
| Maxey-sur-Vaise          | 55328      | 55140      | 10,90            | 314 (2012)                        | 29                 |
| Montbras                 | 55344      | 55140      | 5,40             | 21 (2012)                         | 3,9                |
| Montigny-lès-Vaucouleurs | 55350      | 55140      | 11,83            | 74 (2012)                         | 6,3                |
| Neuville-lès-Vaucouleurs | 55381      | 55140      | 8,35             | 197 (2012)                        | 24                 |
| Pagny-la-Blanche-Côte    | 55397      | 55140      | 12,43            | 248 (2012)                        | 20                 |
| Rigny-la-Salle           | 55433      | 55140      | 10,28            | 403 (2012)                        | 39                 |
| Rigny-Saint-Martin       | 55434      | 55140      | 16,11            | 60 (2012)                         | 3,7                |
| Saint-Germain-sur-Meuse  | 55456      | 55140      | 7,67             | 270 (2012)                        | 35                 |
| Sauvigny                 | 55474      | 55140      | 17,51            | 252 (2012)                        | 14                 |
| Sepvigny                 | 55485      | 55140      | 6,31             | 77 (2012)                         | 12                 |
| Taillancourt             | 55503      | 55140      | 11,09            | 145 (2012)                        | 13                 |
| Ugny-sur-Meuse           | 55522      | 55140      | 4,29             | 102 (2012)                        | 24                 |

### Composition à partir de 2015
Le canton de Vaucouleurs regroupe désormais 48 communes sur une superficie de 605,91 km2.
| Nom                                 | Code Insee | Intercommunalité                    | Superficie (km2) | Population (dernière pop. légale) | Densité (hab./km2) | Modifier                                    |
| ----------------------------------- | ---------- | ----------------------------------- | ---------------- | --------------------------------- | ------------------ | ------------------------------------------- |
| Vaucouleurs (bureau centralisateur) | 55533      | CC de Commercy - Void - Vaucouleurs | 39,35            | 1 916 (2022)                      | 49                 | modifier les données · modifier les données |
| Bovée-sur-Barboure                  | 55066      | CC de Commercy - Void - Vaucouleurs | 13,37            | 130 (2022)                        | 9,7                | modifier les données · modifier les données |
| Boviolles                           | 55067      | CC de Commercy - Void - Vaucouleurs | 8,13             | 97 (2022)                         | 12                 | modifier les données · modifier les données |
| Brixey-aux-Chanoines                | 55080      | CC de Commercy - Void - Vaucouleurs | 7,62             | 78 (2022)                         | 10                 | modifier les données · modifier les données |
| Broussey-en-Blois                   | 55084      | CC de Commercy - Void - Vaucouleurs | 11,04            | 57 (2022)                         | 5,2                | modifier les données · modifier les données |
| Burey-en-Vaux                       | 55088      | CC de Commercy - Void - Vaucouleurs | 6,47             | 157 (2022)                        | 24                 | modifier les données · modifier les données |
| Burey-la-Côte                       | 55089      | CC de Commercy - Void - Vaucouleurs | 4,29             | 86 (2022)                         | 20                 | modifier les données · modifier les données |
| Chalaines                           | 55097      | CC de Commercy - Void - Vaucouleurs | 8,10             | 304 (2022)                        | 38                 | modifier les données · modifier les données |
| Champougny                          | 55100      | CC de Commercy - Void - Vaucouleurs | 5,91             | 86 (2022)                         | 15                 | modifier les données · modifier les données |
| Cousances-lès-Triconville           | 55518      | CC de Commercy - Void - Vaucouleurs | 18,27            | 146 (2022)                        | 8,0                | modifier les données · modifier les données |
| Culey                               | 55138      | CA Bar-le-Duc Sud Meuse             | 11,02            | 124 (2022)                        | 11                 | modifier les données · modifier les données |
| Dagonville                          | 55141      | CC de Commercy - Void - Vaucouleurs | 13,01            | 86 (2022)                         | 6,6                | modifier les données · modifier les données |
| Épiez-sur-Meuse                     | 55173      | CC de Commercy - Void - Vaucouleurs | 8,19             | 38 (2022)                         | 4,6                | modifier les données · modifier les données |
| Erneville-aux-Bois                  | 55179      | CC de Commercy - Void - Vaucouleurs | 28,05            | 146 (2022)                        | 5,2                | modifier les données · modifier les données |
| Goussaincourt                       | 55217      | CC de Commercy - Void - Vaucouleurs | 10,33            | 118 (2022)                        | 11                 | modifier les données · modifier les données |
| Laneuville-au-Rupt                  | 55278      | CC de Commercy - Void - Vaucouleurs | 13,23            | 196 (2022)                        | 15                 | modifier les données · modifier les données |
| Loisey                              | 55298      | CA Bar-le-Duc Sud Meuse             | 13,46            | 278 (2022)                        | 21                 | modifier les données · modifier les données |
| Marson-sur-Barboure                 | 55322      | CC de Commercy - Void - Vaucouleurs | 5,90             | 58 (2022)                         | 9,8                | modifier les données · modifier les données |
| Maxey-sur-Vaise                     | 55328      | CC de Commercy - Void - Vaucouleurs | 10,90            | 281 (2022)                        | 26                 | modifier les données · modifier les données |
| Méligny-le-Grand                    | 55330      | CC de Commercy - Void - Vaucouleurs | 11,52            | 89 (2022)                         | 7,7                | modifier les données · modifier les données |
| Méligny-le-Petit                    | 55331      | CC de Commercy - Void - Vaucouleurs | 8,39             | 74 (2022)                         | 8,8                | modifier les données · modifier les données |
| Ménil-la-Horgne                     | 55334      | CC de Commercy - Void - Vaucouleurs | 16,56            | 175 (2022)                        | 11                 | modifier les données · modifier les données |
| Montbras                            | 55344      | CC de Commercy - Void - Vaucouleurs | 5,40             | 21 (2022)                         | 3,9                | modifier les données · modifier les données |
| Montigny-lès-Vaucouleurs            | 55350      | CC de Commercy - Void - Vaucouleurs | 11,83            | 77 (2022)                         | 6,5                | modifier les données · modifier les données |
| Naives-en-Blois                     | 55368      | CC de Commercy - Void - Vaucouleurs | 15,70            | 156 (2022)                        | 9,9                | modifier les données · modifier les données |
| Nançois-le-Grand                    | 55371      | CC de Commercy - Void - Vaucouleurs | 9,25             | 74 (2022)                         | 8,0                | modifier les données · modifier les données |
| Nançois-sur-Ornain                  | 55372      | CA Bar-le-Duc Sud Meuse             | 7,98             | 362 (2022)                        | 45                 | modifier les données · modifier les données |
| Neuville-lès-Vaucouleurs            | 55381      | CC de Commercy - Void - Vaucouleurs | 8,35             | 147 (2022)                        | 18                 | modifier les données · modifier les données |
| Ourches-sur-Meuse                   | 55396      | CC de Commercy - Void - Vaucouleurs | 10,35            | 221 (2022)                        | 21                 | modifier les données · modifier les données |
| Pagny-la-Blanche-Côte               | 55397      | CC de Commercy - Void - Vaucouleurs | 12,43            | 226 (2022)                        | 18                 | modifier les données · modifier les données |
| Pagny-sur-Meuse                     | 55398      | CC de Commercy - Void - Vaucouleurs | 18,81            | 1 026 (2022)                      | 55                 | modifier les données · modifier les données |
| Reffroy                             | 55421      | CC de Commercy - Void - Vaucouleurs | 9,41             | 72 (2022)                         | 7,7                | modifier les données · modifier les données |
| Rigny-la-Salle                      | 55433      | CC de Commercy - Void - Vaucouleurs | 10,28            | 370 (2022)                        | 36                 | modifier les données · modifier les données |
| Rigny-Saint-Martin                  | 55434      | CC de Commercy - Void - Vaucouleurs | 16,11            | 50 (2022)                         | 3,1                | modifier les données · modifier les données |
| Saint-Aubin-sur-Aire                | 55454      | CC de Commercy - Void - Vaucouleurs | 14,17            | 177 (2022)                        | 12                 | modifier les données · modifier les données |
| Saint-Germain-sur-Meuse             | 55456      | CC de Commercy - Void - Vaucouleurs | 7,67             | 215 (2022)                        | 28                 | modifier les données · modifier les données |
| Salmagne                            | 55466      | CA Bar-le-Duc Sud Meuse             | 16,73            | 284 (2022)                        | 17                 | modifier les données · modifier les données |
| Saulvaux                            | 55472      | CC de Commercy - Void - Vaucouleurs | 22,42            | 113 (2022)                        | 5,0                | modifier les données · modifier les données |
| Sauvigny                            | 55474      | CC de Commercy - Void - Vaucouleurs | 17,51            | 222 (2022)                        | 13                 | modifier les données · modifier les données |
| Sauvoy                              | 55475      | CC de Commercy - Void - Vaucouleurs | 7,82             | 70 (2022)                         | 9,0                | modifier les données · modifier les données |
| Sepvigny                            | 55485      | CC de Commercy - Void - Vaucouleurs | 6,31             | 74 (2022)                         | 12                 | modifier les données · modifier les données |
| Sorcy-Saint-Martin                  | 55496      | CC de Commercy - Void - Vaucouleurs | 21,72            | 1 044 (2022)                      | 48                 | modifier les données · modifier les données |
| Taillancourt                        | 55503      | CC de Commercy - Void - Vaucouleurs | 11,09            | 123 (2022)                        | 11                 | modifier les données · modifier les données |
| Troussey                            | 55520      | CC de Commercy - Void - Vaucouleurs | 17,23            | 470 (2022)                        | 27                 | modifier les données · modifier les données |
| Ugny-sur-Meuse                      | 55522      | CC de Commercy - Void - Vaucouleurs | 4,29             | 106 (2022)                        | 25                 | modifier les données · modifier les données |
| Villeroy-sur-Méholle                | 55559      | CC de Commercy - Void - Vaucouleurs | 6,47             | 56 (2022)                         | 8,7                | modifier les données · modifier les données |
| Void-Vacon                          | 55573      | CC de Commercy - Void - Vaucouleurs | 35,58            | 1 606 (2022)                      | 45                 | modifier les données · modifier les données |
| Willeroncourt                       | 55581      | CC de Commercy - Void - Vaucouleurs | 7,89             | 107 (2022)                        | 14                 | modifier les données · modifier les données |
| Canton de Vaucouleurs               | 5515       |                                     | 605,91           | 12 189 (2022)                     | 20                 | modifier les données                        |

## Démographie

### Démographie avant 2015
| 1962  | 1968  | 1975  | 1982  | 1990  | 1999  | 2006  | 2011  | 2012  |
| ----- | ----- | ----- | ----- | ----- | ----- | ----- | ----- | ----- |
| 6 734 | 6 279 | 5 494 | 5 179 | 4 997 | 5 050 | 5 051 | 5 105 | 5 096 |

### Démographie depuis 2015
En 2022, le canton comptait 12 189 habitants, en évolution de −2,79 % par rapport à 2016 (Meuse : −4,4 %, France hors Mayotte : +2,11 %).
| 2013   | 2018   | 2022   |
| ------ | ------ | ------ |
| 12 741 | 12 368 | 12 189 |